# Tunyogmatolcs
Tunyogmatolcs är en ort i Ungern.   Den ligger i provinsen Szabolcs-Szatmár-Bereg, i den nordöstra delen av landet, 260 km öster om huvudstaden Budapest. Tunyogmatolcs ligger 110 meter över havet och antalet invånare är 2 629.
Terrängen runt Tunyogmatolcs är mycket platt. Runt Tunyogmatolcs är det ganska tätbefolkat, med 67 invånare per kvadratkilometer. Närmaste större samhälle är Fehérgyarmat, 4,2 km öster om Tunyogmatolcs. Trakten runt Tunyogmatolcs består till största delen av jordbruksmark.